# نعامة (حفاش)

تعديل مصدري - تعديل

نعامة هي إحدى قرى عزلة جبل نعمان بمديرية حفاش التابعة لمحافظة المحويت، بلغ تعداد سكانها 1205 نسمة حسب تعداد اليمن لعام 2024.وشيخ هاذي القريه الشيخ ناصر مقبل